# زافودسكي (تيرنوبيلسكا)
زافودسكي (Заводське) هي مدينة في مقاطعة تيرنوبيلسكا في أوكرانيا.
يبلغ عدد سكانها حوالي 3044 نسمة.